# キング・アニマル
『キング・アニマル』（King Animal）は、サウンドガーデンが2012年に発表した6作目のスタジオ・アルバム。再結成後としては初の新作アルバムに当たる。
また、本作はフロントマンのクリス・コーネルが2017年に死去し、2019年にバンドが解散する前にリリースされた、バンドにとって最後のスタジオ・アルバムとなった。

## 背景
バンドは1997年4月9日に一度解散したが、2010年に再結成してライブ活動を再開し、コンピレーション・アルバム『Telephantasm』（2010年）とライブ・アルバム『Live on I-5』（1996年録音・2011年発売）のリリースを経て、本作の発表に至った。なお、これらのアルバムはA&Mレコードとの契約消化のためのリリースで、バンドはレコーディング契約がない状態で本作をレコーディングし、完成後にリパブリック・レコードとの契約を得た。本作のアートワークを手がけたジョシュ・グラハムは、ニューロシスの美術・映像担当者としても知られ、2009年にキム・セイルと出会ったのをきっかけに、バンドのクリエイティヴ・ディレクターに指名された。
収録曲「バイ・クルックド・ステップス」は5/4拍子のリズムを取り入れた曲で、ミュージック・ビデオはデイヴ・グロールが監督し、デッドマウスが警官役でカメオ出演した。また、「タリー」はベン・シェパードがサウンドガーデンの解散前に作った曲が原型となっており、14/4拍子のリズムが導入された。「アイリッズ・マウス」には、パール・ジャムのギタリストであるマイク・マクレディ（クリス・コーネルおよびマット・キャメロンと共にテンプル・オブ・ザ・ドッグで活動していたこともある）がゲスト参加した。なお、本作収録曲のデモ・ヴァージョンのうち6曲は、2013年のレコード・ストア・デイ（4月20日）に限定発売された10インチLPに収録されている。
本作のプロモーションの一環として、コンバースとのコラボレーションによるスニーカー「サウンドガーデン・チャック・テイラー・オール・スター」（本作のアートワークがデザインに取り入れられている）が、60足限定で発売された。

## 反響
母国アメリカでは発売初週に約8万3千枚を売り上げ、総合アルバム・チャートのBillboard 200では初登場5位となり、バンドにとって5作目の全米トップ40アルバムとなった。また、『ビルボード』のハード・ロック・アルバム・チャートでは1位を獲得し、ロック・アルバム・チャートでは最高2位を記録した。
全英アルバムチャートでは3週トップ100入りして最高21位を記録し、『ダウン・オン・ジ・アップサイド』（1996年）以来となる全英トップ40入りを果たした。

## 評価
Stephen Thomas Erlewineはオールミュージックにおいて5点満点中4点を付け「往年よりも汚らしいユーモアに欠けることを除けば、サウンドガーデンらしさは貫かれている」と評している。Ray Van Horn, Jr.はBlabbermouth.netのレビューで10点満点中8.5点を付け「メインストリーム・ロックのリスナーは、"Spoonman"や"Black Hole Sun"に匹敵する曲がないと不平を言いながらも喜ぶだろう。そして、1988年の『ウルトラメガ・OK』からサウンドガーデンの旅路を追い続けてきた人々こそ、特に『キング・アニマル』を歓迎すると思われる」と評している。また、ダン・マーティンは『NME』誌のレビューで5点満点中3点を付け「クリス・コーネルがティンバランドにそそのかされて作った2009年のR&Bアルバム『スクリーム』を聴いた人々は、サウンドガーデンへの復帰を切望したかもしれないが、グランジ界最強の再結成をもってしても、過去は過去でしかないことが例示された。様々な意味で猛烈に印象的だが、少々弛んでしまった感もある」と評している。

## 収録曲
1. ビーン・アウェイ・トゥー・ロング - "Been Away Too Long" - 3:36
  - 作詞：クリス・コーネル／作曲：クリス・コーネル、ベン・シェパード
2. ノンステイト・アクター - "Non-State Actor" - 3:57
  - 作詞：キム・セイル、クリス・コーネル／作曲：ベン・シェパード
3. バイ・クルックド・ステップス - "By Crooked Steps" - 4:00
  - 作詞：クリス・コーネル／作曲：マット・キャメロン、キム・セイル、ベン・シェパード
4. ア・サウザンド・デイズ・ビフォア - "A Thousand Days Before" - 4:23
  - 作詞：クリス・コーネル／作曲：キム・セイル
5. ブラッド・オン・ザ・ヴァリー・フロア - "Blood on the Valley Floor" - 3:48
  - 作詞：クリス・コーネル／作曲：キム・セイル
6. ボーンズ・オブ・バーズ - "Bones of Birds" - 4:22
  - 作詞・作曲：クリス・コーネル
7. タリー - "Taree" - 3:38
  - 作詞：クリス・コーネル／作曲：ベン・シェパード
8. アトリション - "Attrition" - 2:52
  - 作詞・作曲：ベン・シェパード
9. ブラック・サタデイ - "Black Saturday" - 3:29
  - 作詞・作曲：クリス・コーネル
10. ハーフウェイ・ゼア - "Halfway There" - 3:16
  - 作詞・作曲：クリス・コーネル
11. ワース・ドリームス - "Worse Dreams" - 4:53
  - 作詞・作曲：クリス・コーネル
12. アイリッズ・マウス - "Eyelid's Mouth" - 4:39
  - 作詞：クリス・コーネル／作曲：マット・キャメロン
13. ローイング - "Rowing" - 5:08
  - 作詞：クリス・コーネル／作曲：ベン・シェパード、クリス・コーネル

### 日本盤ボーナス・トラック
1. ワース・ドリームス（デモ） - "Worse Dreams (demo)" - 3:20
2. ブラック・サタデイ（デモ） - "Black Saturday (demo)" - 3:16
3. バイ・クルックド・ステップス（デモ） - "By Crooked Steps (demo)" - 4:23
4. ボーンズ・オブ・バーズ（デモ） - "Bones of Birds (demo)" - 3:27

## 参加ミュージシャン
- クリス・コーネル - ボーカル、リズムギター、マンドリン、ピアノ
- キム・セイル - リードギター、マンドリン、ホーン・アレンジ
- ベン・シェパード - ベース、アディショナル・ギター、バリトン・ギター、バッキング・ボーカル
- マット・キャメロン - ドラムス、パーカッション、モーグ・シンセサイザー、バッキング・ボーカル

アディショナル・ミュージシャン
- アダム・キャスパー - タンブーラ(on #4)、ピアノ(on #6)
- ジェフ・マクグラス - トランペット(on #4, #9)
- グレッグ・パワーズ - トロンボーン(on #4, #9)
- バーバ・デュプリー - スタン・ギター(on #8)
- Bullet - アディショナル・ボーカル(on #9)
- ブラッド・スティーヴンス - サクソフォーン(on #9)
- マイク・マクレディ - アディショナル・ギター(on #12)